# Старчество
Старчество у православљу је вид преданости вери јавља се као продужетак старозаветног пророчког служења, и бележи своје корене у древним манастирима. Наиме, старци и старице, препознати као најмудрији међу монасима, настојали су да духовно уздижу и монахе и мирјане. Реч старост требало је да најпре означава духовну зрелост, а не неопходно велике године или близину смрти. Док су се поједини црквени оци, попут Василија Великог или Григорија Богослова, бавили реформом цркве, велики број њих повлачио се у пустиње и ненасељене пределе, да води живот у тишини и аскези. Таквим животом живео је Антоније Велики, који је и сам био духовни учитељ Атансију Александријском, потоњем црквеном великодостојнику Источног римског царства. Многи монаси бирали су исихазам, тј. тиховање као властити подвиг. Други, попут Симеона и Алимпија Столпника, били су стилити — физички одсечени од света повлачењем на утврду или стуб. Пустињаци или отшелници, попут Свете Петке, Марије Египћанке или Светог Киријака, такође су живели осамљени у молитви. Оваква посвећеност унутрашњем монашком подвигу да се достигне бестрашће изазивала је велико поштовање у народу, који би их обично пратио, жељан савета и образаца продуховљеног живота.
Православна црква се код ове појаве углавном држала по страни, а у неком тренутку је и негодовала, плашећи се утицаја обожаваних монаха и свештеника. Серафим Саровски и Варнава Гетсимански су чак због свог угледа и утицаја били прогањани. Прогон харизматичних појединаца је престао у 19. веку, али је православна црква наставила да упозорава на појаву лажног старчества. До ње долази истовремено са духовном изолованошћу појединачног верника, када се јавља култ духовног учитеља, и где, како пише Нектарије Концевич, духовник својом властитом сенком заклања лик Господа.